# コガリムアビア航空9268便

事故機の航跡

コガリムアビア9268便（コガリムアビア9268びん）または、メトロジェット9268便はロシアの航空会社コガリムアビアが運航していた国際旅客チャーター便。2015年10月31日、同便（機材：エアバス A321-231）はシャルム・エル・シェイク国際空港（エジプト）を離陸してプルコヴォ空港（ロシア・サンクトペテルブルク）に向かっていたところ、06:13 EST (04:13 UTC) にシナイ半島北部に墜落した。
事故機には乗客217人、乗員7人が搭乗しており、うち4人はウクライナ人、1人はベラルーシ人であった。これにより乗客乗員224人全員が死亡し、ロシアおよびエジプトの航空史上最悪の出来事となった。また、この事件はエアバスA320ファミリーの事故においても最悪のものとなった。

## 機体

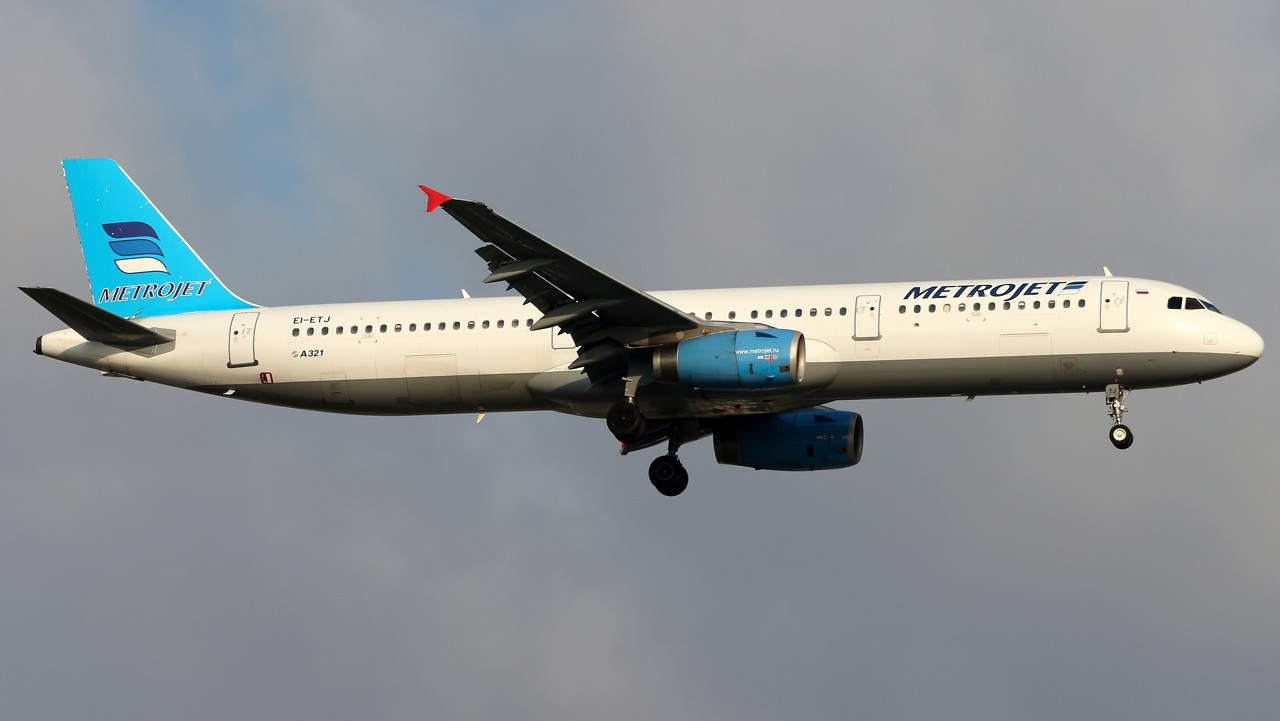
2015年に撮影された事故機

事故機は機齢18年のエアバスA321-231で製造番号は663、機体記号はEI-ETJであった。1997年5月にF-OHMPとしてミドル・イースト航空に納入され2003年まで同社で運用された。その後2011年10月まではTC-OAEとしてオヌール・エアとサウジアラビア航空で運用された。2012年4月にはコガリムアヴィア（コラヴィア）が購入してEI-ETJとなり、同年5月より運用者がメトロジェットとなった。エンジンはIAE製V2533を2基搭載し、座席数は220席（すべてエコノミークラス）であった。墜落時、同機はダブリンを拠点とするエアキャップが保有し、そこからリースされていた。事故機の飛行時間は56,000時間、飛行回数は約21,000回であった。
2001年11月16日、ミドル・イースト航空で運用中にカイロ国際空港へ着陸する際にしりもち事故を起こし、修理の後2002年に運用に復帰した。

## 乗客・乗員
9268便には乗客217人（うち子供25人）、乗員7人が搭乗していた。ロシア大使館によると乗客のほとんどはロシア人であり、半数以上は女性であった。またウクライナ人4人とベラルーシ人1人も搭乗していた他、依然その他3人の乗客の国籍が不明である。乗客の多くは休日を紅海のリゾートで過ごしロシアへ帰国する観光客であった。
ロシア・ツアーオペレーター協会 (Association of Tour Operators of Russia) は9268便の乗客名簿を公表した。
コガリムアヴィアによると機長の飛行時間は12,000時間以上であり、事故機と同型式機による飛行時間は3,800時間であった。

## 原因
墜落直後、「ISIL（イスラミック・ステート）」の傘下の「イスラム国 (ISIL) シナイ州」（英語版記事、旧名称はアンサール・バイト・アル＝マクディス）がシナイの反乱が起きた地域で発生した本件について、同組織が航空機を墜落させたと主張したが、エジプト当局は撃墜や爆破された兆候はないと述べた。ISILは Twitter およびビデオ、組織の指導者アブ・オサマ・アル＝マスーリの名で発表した声明において、その組織が航空機を墜落させたと主張した。この犯行声明は、信憑性に乏しいとされていた。
さらに、前述した通り、事故機はミドル・イースト航空での運用中に尻もち事故を起こした経歴があったことと、また、出発前に副操縦士が家族に電話していた内容から、副操縦士の遺族は機体に何らかの不備があった可能性を主張していた。
11月8日、ロイターはコックピットボイスレコーダーに記録された音声の最後の数秒間の初期解析結果からジェット機は爆弾により墜落したと90%確信しているという、あるエジプト人調査官の発言を匿名で引用した。一方で主任調査官のアイマン・アル＝ムカッダムはジェット燃料の爆発や機体の金属疲労、リチウム電池の過熱などその他の要因も考えられると述べた。このような機体の故障が原因であるとする報道もあった。
運航会社は、機体故障や人的ミスではなく、外部的要因であると主張していた。
その後の調査により、機内で爆発が起きたテロ事件の疑いが濃厚となっていた。2015年11月17日にロシア大統領ウラジーミル・プーチンはこの墜落をテロ攻撃によるものと断定した。
エジプト当局はテロの可能性について当初は否定的な見解を示していたが、2016年2月24日にシシ大統領が、本件についてテロとして言及した。
なお、この事件が原因でコガリムアビアは事件の翌月に運行停止となった。

## 映像化
- メーデー!:航空機事故の真実と真相 第15シーズン第8話「Terror over Egypt」[34]